# Ернст Лудвиг II (Саксония-Майнинген)
Ернст Лудвиг II фон Саксония-Майнинген (на немски: Ernst Ludwig II von Sachsen-Meiningen; * 8 август 1709, Кобург; + 24 февруари 1729, Майнинген) от рода на Ернестински Ветини, е от 1726 до 1729 г. херцог на Саксония-Майнинген.

## Живот
Син е на херцог Ернст Лудвиг I фон Саксония-Майнинген (1672 – 1724) и първата му съпруга принцеса Доротея Мария фон Саксония-Гота-Алтенбург (1674 – 1713), дъщеря на херцог Фридрих I фон Саксония-Гота-Алтенбург.
Най-големият му брат Йозеф Бернард фон Саксония-Майнинген (1706 – 1724), умира на 22 март 1724 г. и той става наследствен принц и последва баща си като херцог на Саксония-Майнинген на 24 ноември 1724 г.
След смъртта на баща му през 1724 г. той е под опекунството на чичо му Фридрих Вилхелм фон Саксония-Майнинген (1679 – 1746) заедно с херцог Фридрих II фон Саксония-Гота-Алтенбург (1676 – 1732), определени от баща му.
Ернст Лудвиг I умира през 1729 г. една година преди да стане пълнолетен. Наследник като херцог на Саксония-Майнинген става по-малкият му Карл Фридрих (1712 – 1743).